# Alessandro Palma di Cesnola

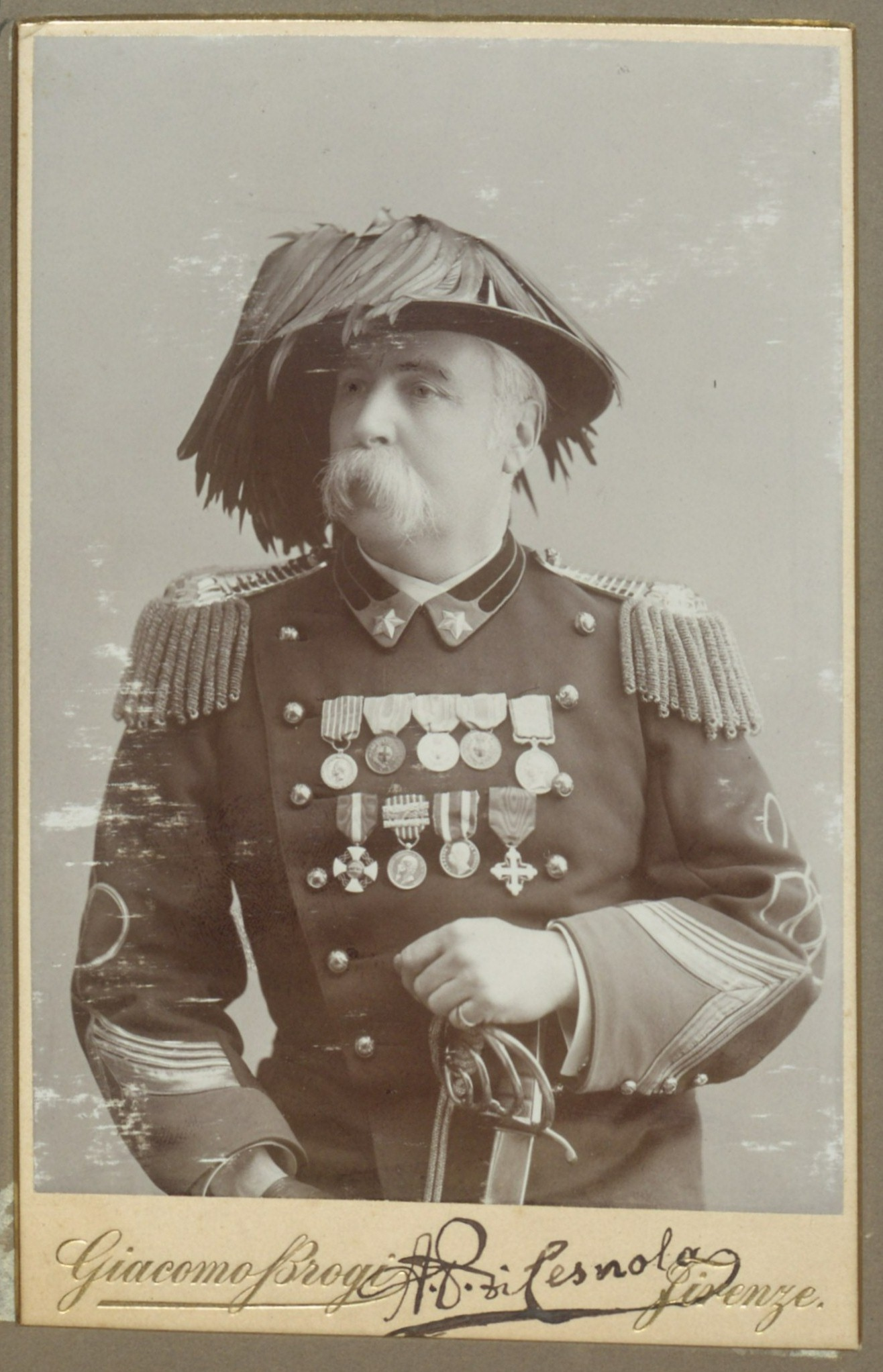
Alessandro Palma di Cesnola

Alessandro Palma di Cesnola (* 26. Dezember 1839 in Rivarolo Canavese im Piemont; † 1914) war ein italienischer und US-amerikanischer Militärangehöriger (Major), Diplomat und Raubgräber italienischer Abstammung.

## Leben
Er war Bruder des bekannteren Antiquars Luigi Palma di Cesnola. Zwischen 1876 und 1879 plünderte er systematisch zypriotische Altertümer. Er grub in Paphos (wo er US-Vize Konsul war) und in Salamis. Er führte unter anderem in Ormidia und Enkomi Raubgrabungen durch. 1878 wurde er nach einer Anzeige durch Max Ohnefalsch-Richter, dem Superintendent of Excavations auf Anweisung des Britischen Hochkommissars Sir Garnet Wolseley wegen Verletzung des auch nach der britischen Übernahme der Insel weiterhin gültigen Osmanischen Altertumsgesetzes festgenommen und am 23. Oktober 1878 in Nikosia zu einer Geldstrafe verurteilt, nachdem eine Freilassung gegen Kaution abgelehnt worden war.
Ein Teil seiner Beute wurde beschlagnahmt und gelangte in die Sammlungen des Cyprus Museums in Nikosia. Andere Teile wurden nach England verschifft und gelangten in die Lawrence-Cesnola-Sammlung in Holland-Park in London. Das von Cesnola ausgegrabene Larnaka-Tympanon befindet sich heute im  Victoria and Albert Museum.
1883 kehrte er nach Italien zurück, wo er seine Karriere im Militär fortsetzte.

## Veröffentlichungen
- Salaminia ‹Cyprus›. The history, treasures and antiquities of Salamis in the island of Cyprus. London 1882; 2. Auflage 1884
  - italienisch: Salamina (Cipro): Storia, tesori e antichità di Salamina nell'isola di Cipro. Turin; Florenz; Rom 1887
- Oro e vetri antichi di Cipro scavati negli anni mille ottocento settantasei al 1879: Il culto di Venere Contenenze archeologiche lette alla società filotecnica di Torino e 10 febraio e 30 mayo 1884. Turin 1884
- Catalogo di manoscritti italiani esistenti nel Museo Britannico di Londra. Turin 1890